# جايسون كينغ
جايسون كينغ هو لاعب هوكي الجليد كندي، ولد في 14 سبتمبر 1981 في كورنر بروك في كندا.

## وصلات خارجية
- جايسون كينغ على موقع دوري الهوكي الوطني (الإنجليزية)
- جايسون كينغ على موقع EliteProspects.com (الإنجليزية)
- جايسون كينغ على موقع HockeyDB.com (الإنجليزية)
- جايسون كينغ على موقع Hockey-Reference.com (الإنجليزية)